# 平和組曲
『平和組曲』（へいわくみきょく）は、1984年9月21日に発売されたゴダイゴのライヴ・アルバム。

## 解説
- ゴダイゴが、『MAGIC CAPSULE』『中国 后醍醐』に続いてリリースした3枚目のライヴ・アルバムである。
- 表題曲の「SUITE:PEACE（平和組曲）」は、エドワード・エルガー作曲の『POMP AND CIRCUMSTANCE（威風堂々）』をモチーフとして作られたものであり、同じ組曲である「新創世紀」とは違い、完全オリジナルの組曲ではない。
- 当初は『MAGIC CAPSULE』に収録される予定であったが、原曲の著作権継承者の許可が降りず、収録が見送られていた。
- 表題曲を含め、全てスタジオ録音盤未収録となっているが、「HOLD ME」は当初アルバム「『FLOWER』に収録予定だったスタジオ録音バージョンがあり、『15TH ANNIVERSARY GODIEGO BOX』で初めて一般発売された。

## 収録曲
1. SUITE:PEACE （平和組曲）
  - 作詞：奈良橋陽子　作曲：タケカワユキヒデ,E.Elgar
2. C'MON EVERYBODY （カモン・エヴリバディ）
  - 作詞：Tommy Snyder　作曲：ミッキー吉野
3. TAKE IT EASY （テイク・イット・イージー）
  - 作詞：Tommy Snyder　作曲：ミッキー吉野
4. GIRL IN A HURRY （ガール・イン・ア・ハリー）
  - 作詞：H.E.R.Barnes、Tommy Snyder　作曲：タケカワユキヒデ
5. LOVE YOU TILL THE DAY I DIE （ラヴ・ユーティル・ザ・デイ・アイ・ダイ）
  - 作詞・作曲：Tommy Snyder
6. HOLD ME （ホールド・ミー）
  - 作詞：Tommy Snyder　作曲：ミッキー吉野
7. YOU GOT A FRIEND （ユー・ゴット・ア・フレンド）
  - 作詞・作曲：Tommy Snyder